# Odległość dobrego widzenia
Odległość dobrego widzenia, odległość wyraźnego widzenia, standardowy punkt zbliżenia – minimalna odległość między przedmiotem a okiem, przy której przedmiot jest ostro widziany bez wysiłku. Za jej wartość przyjmuje się 25 cm.
Odległość dobrego widzenia nie jest stałą fizyczną, ponieważ nawet dla ludzi bez wad wzroku, może ona przybierać różne wartości. Dla osób, które posiadają wadę wzroku, odległość dobrego widzenia zmienia się w znacznie większym stopniu: przy nadwzroczności ulega ona wydłużeniu, przy krótkowzroczności – skróceniu. Ponadto, pomiar tej odległości przez określonego człowieka podlega subiektywnej ocenie – nie jest zatem precyzyjny w sensie niezależności pomiaru. Ścisłe ustalenie wartości tego parametru potrzebne było do standaryzacji okularów w przyrządach optycznych, np. w mikroskopie. Okulary takie mają zwykle możliwość regulacji względem wartości wyjściowej, którą jest odległość dobrego widzenia równa 25 cm.
Odległość ta nie jest minimalną odległością, z jakiej można oglądać ostro przedmiot. 
Minimalna odległość, ze względu na akomodację oka, może dochodzić do 10 cm (jej wielkość jest uzależniona od wieku). Ostre oglądanie przedmiotów z tak małej odległości, np. czytanie, jest dla oka męczące i nie może trwać zbyt długo.